# آب‌انبار گلستان
آب‌انبار گلستان؛ نام آب‌انباری تاریخی مربوط به دورهٔ پهلوی اول است و در شهرستان بینالود، روستای گلستان واقع شده و این اثر در تاریخ ۱۳ بهمن ۱۳۸۸ با شمارهٔ ثبت ۲۹۲۸۳ به‌عنوان یکی از آثار ملی ایران به ثبت رسیده‌است.